# 木川淳一
木川 淳一（きかわ じゅんいち、1969年2月11日 - ）は、東京都出身の俳優。ネオ・エージェンシー所属。
身長178cm。体重66kg。趣味は演劇鑑賞、スキー。特技はアクション、殺陣。日本大学卒業。
アクサ損害保険 アクサダイレクト（2015年 - ）では、顔のアップの際にソフトコンタクトレンズを装用しているのが確認できる。

## 出演

### 映画
- 遠くて近い友
- CAT'S EYE キャッツ・アイ（1997年）
- お墓がない!（1998年）
- 39 刑法第三十九条（1999年）
- ムルデカ17805（2001年） - スタント
- 実録 夜桜銀次（2001年）
- 姐御 ANEGO（2003年） - 影山組組員
- やくざの詩 OKITE 掟（2003年）
- 3 on 3（2003年）
- ジャンプ（2004年）
- 容疑者 室井慎次（2005年）
- TAKESHIS'（2005年）
- 悪人（2010年）
- ゴースト もう一度抱きしめたい（2010年）
- NMB48 げいにん!THE MOVIE お笑い青春ガールズ!（2013年）

### テレビドラマ

#### NHK
- 虹色定期便（2000年）
- 柳生十兵衛七番勝負（2005年）
- 隠密八百八町（2011年） - 水野家侍臣 役

#### 日本テレビ
- 火曜サスペンス劇場 警視庁鑑識班9（2000年）
- 新・夜逃げ屋本舗（2003年）
- 一番大切な人は誰ですか?（2004年）
- ごくせん2（2005年）
- ハケンの品格（2007年）
- 探偵学園Q（2007年） - 遠山の部下 役
- ホカベン（2008年）
- 雲の上の虚構船（2011年）
- ST 警視庁科学特捜班（2013年）
- 35歳の高校生（2013年）
- 母さん、俺は大丈夫（2015年）
- エンジェル・ハート（2015年）
- 世界一難しい恋（2016年）
- ランチ合コン探偵〜恋とグルメと謎解きと〜（2020年）
- 肝臓を奪われた妻 最終話（2024年6月26日） - 平本啓輔 役[3]

#### TBS
- ピーチエンジェル セクハラお仕置き隊（2000年）
- サラリーマン金太郎4（2004年）
- すずがくれた音（2004年）
- 月曜ゴールデン 古谷一行の金田一耕助シリーズ32 神隠し真珠郎（2005年）
- おいしいプロポーズ（2006年）
- トリプル・キッチン（2006年）
- 大好き!五つ子Go²!!（2006年） - 今中 役
- 結婚式へ行こう!（2007年） - 西原和也 役
- ULTRASEVEN X（2007年）
- 歌姫（2007年）
- ハタチの恋人（2007年）
- 獣医ドリトル（2010年）
- ハンチョウ〜神南署安積班〜（2011年） - 小野寺刑事 役
- Dr.DMAT（2014年）
- ウロボロス〜この愛こそ、正義。（2015年）

#### フジテレビ
- 春ランマン（2002年）
- E.YAZAWA 成りあがり（2002年）
- 金曜エンタテイメント 夏樹静子ミステリー アリバイの彼方に3（2004年）
- ハングリーキッド（2004年）
- 不機嫌なジーン（2005年）
- Ns'あおい（2006年）
- 今週、妻が浮気します（2007年）
- 花嫁とパパ（2007年）
- スワンの馬鹿! 〜こづかい3万円の恋〜（2007年）
- あしたの、喜多善男〜世界一不運な男の、奇跡の11日間〜（2008年） - 記者 役
- ロス:タイム:ライフ（2008年）
- セレブと貧乏太郎（2008年）
- 白い春（2009年）
- 任侠ヘルパー（2009年）
- チーム・バチスタ2 ジェネラル・ルージュの凱旋（2009年） - 和田 役
- 東京DOGS（2009年）
- 不毛地帯（2010年） - 秘書 役
- 泣かないと決めた日（2010年） - 森田陽一 役
- わが家の歴史（2010年）
- BOSS 2ndシーズン（2011年）
- 世にも奇妙な物語 21世紀 21年目の特別編（2011年）
- GTO（2012年）
- TOKYOエアポート〜東京空港管制保安部〜（2012年）
- dinner（2013年）
- 松本清張スペシャル 顔（2013年）
- ミス・パイロット（2013年）
- HOPE〜期待ゼロの新入社員〜（2016年）
- 櫻子さんの足下には死体が埋まっている（2017年） - 東藤清哉 役
- 医龍-Team Medical Dragon-2（2007年）
- 絶対零度〜未解決事件特命捜査〜（2010年） - 田中和彦 役
- TWO WEEKS (テレビドラマ)（2019年） - 月島和史 役
- 世にも奇妙な物語 夏の特別編「しみ」（2020年） - 七峰周平 役
- 浅草ラスボスおばあちゃん 第5話（2025年8月2日、東海テレビ） - 金元 役[4]

#### テレビ朝日
- はみだし刑事情熱系（1999年） - 武藤 役
- アナザヘヴン〜eclipse〜（2000年）
- 刑事☆イチロー（2003年）
- OL銭道（2003年）
- 黒革の手帖（2004年）
- 富豪刑事（2005年） - 川田隆 役
- 仮面ライダーシリーズ
  - 仮面ライダーカブト（2006年） - 白バイ隊員 役
  - 仮面ライダーディケイド（2009年）
  - 仮面ライダーフォーゼ（2012年） - 審査員 役
- PS羅生門 警視庁東都署（2006年）
- 家族〜妻の不在・夫の存在〜（2006年）
- フキデモノと妹（2008年）
- 7人の女弁護士2（2008年）
- 土曜ワイド劇場 隠蔽捜査2（2008年）
- おみやさん（2009年） - 宮村一樹 役
- 交渉人〜THE NEGOTIATOR〜スペシャル（2009年）
- 相棒
  - season8 最終話（2010年） - 早乙女幸次 役
  - season14 第14話（2016年） - 式田芳彦 役
  - Season20 第11話（2022年） - 種村栄一 役
- 天装戦隊ゴセイジャー（2010年） - 医師 役
- 死と彼女とぼく（2012年）
- おトメさん（2013年）
- 緊急取調室（2014年）
- 事件救命医2〜IMATの奇跡〜（2014年）
- ゼロの真実〜監察医・松本真央〜（2014年）
- グッドパートナー 無敵の弁護士（2016年） - 坂ノ上吾郎 役
- 和田家の男たち 第3話（2021年11月5日）
- 特捜9 season5 最終話（2022年6月22日） - 佐藤寛 役

#### テレビ東京
- 恋、した。（1997年）
- 警視庁強行犯係・樋口顕（2003年）
- ウルトラQ dark fantasy（2004年） - 警官 役
- サイレント・ヴォイス 行動心理捜査官・楯岡絵麻（2018年）

#### テレビ神奈川
- ドゥニチラヴ（2003年）

#### 関西テレビ
- 社内処刑人～彼女は敵を消していく～ 第8話（2024年6月7日）

#### WOWOW
- ママは昔パパだった（2009年）
- 尾根のかなたに〜父と息子の日航機墜落事故〜（2012年）
- レディ・ジョーカー（2013年）
- 沈まぬ太陽（2016年）
- 賢者の愛（2016年）
- TOKYO VICE（2022年） - エノキダ 役

#### BS日テレ
- 19 borders シーズン1（2004年）

### テレビ番組
- 中居正広の金曜日のスマイルたちへ（2016年）

### オリジナルビデオ
- 新・静かなるドン6（1998年）
- 漂泊者（1999年）
- 侠道1・2・3・4（2000年）
- 修羅伝説 極道の地獄（2001年）
- 実録・安藤組外伝 餓狼の掟（2002年）
- 実録・鯨道外伝 ヤクザの弔い歌（2002年）
- 実録・九州やくざ抗争史 LB熊本刑務所外伝 侠友（とも）よ（2002年）
- 流血の抗争1・2（2007年）
- 実録・義戦5・6
- 女囚 K-17

### CM
- ジュピターテレコム
- 大阪ガス 床暖房
- 新日本住設
- ニコチネルパッチ
- シュガーレディ
- 小林製薬 ゴシレスト錠
- SUBARU YourStoryWith「以心伝心篇」（2014年）
- アクサ損害保険 アクサダイレクト（2015年 - ）

### VP
- 東京ガス
- ボーダフォン
- NTTグループ〜評価者研修
- 日産自動車

### スチール
- マンパワーグループ

### Web
- マギー's犬Jr（2005年）